# 阿達文 (內華達州)
阿達文（英語：Adaven）是位於美國內華達州奈縣的鬼鎮。

## 歷史
阿達文的郵局於1939年設立，其後於1953年停運。

## 地理
阿達文所處的海拔為高於海平面1940米（即6365英呎），而該地所採用的時區為UTC-8，即太平洋时区（PST）。同時該地設有夏令時間，為UTC-8調快一小時，即UTC-7（PDT）。